# آساهانا

## آساناها
تمرینات بدنی یوگا که به وسیله پدر یوگا ((پاتانجلی))شرح داده شده برای حفظ سلامتی ،شادی و طول عمر بسیار مفید است.آساناها آدمی را به حالت طبیعی،آرامش و تعادل می برند و دارای دو ارزش پیشگیری و درمانی هستند.همچنین انرژی های مسدود شده و راکد در مراکز انرژی را آزاد کرده ،آن را به حرکت در می‌آورند. این انرژی‌ها زمانی که در حال رکود هستند بیماریهای مختلفی را به وجود می‌آورند .از دیدگاه آیورودا،آساناها تعادل بین سه دوشای واتا،پیتاو کافا را برقرار می نمایند .دانش آیورودابرخی از یوگا آساناهای گوناگون و مناسب را برای تعادل سه دوشا برگزیده و آنها را با توجه به نوع بدن و اختلالات پدید آمده ،ارائه می دهد.